# Żurawica (gmina)
Pour le village, voir Żurawica.
Żurawica [ʐuraˈvit͡sa] est une commune rurale de la Voïvodie des Basses-Carpates et du powiat de Przemyśl. Elle s'étend sur 95,4 km² et comptait 12 165 habitants en 2010.
Elle se situe à environ 5 kilomètres au nord-est de Przemyśl et à 62 kilomètres au sud-est de Rzeszów, la capitale régionale.